# Michael Ende
Michael Ende  (n. 12 noiembrie 1929, Garmisch-Partenkirchen, Bavaria, Germania – d. 28 august 1995, Filderstadt, Baden-Württemberg, Germania) a fost un scriitor german.

## Biografie
Este cunoscut mai ales datorită romanelor sale așa-zise „pentru copii”, care au făcut de mult înconjurul lumii, fiind traduse în principalele limbi de circulație europeană.
Cea mai importantă operă a lui, romanul-basm Povestea fără sfârșit, poate fi analizată din mai multe puncte de vedere; tema principală a cărții este importanța imaginației în viața individului dar întâlnim și o adevarată galerie a principalelor mituri ale civilizațiilor europene, și nu numai ale acestora. Textul următor se dorește a fi o expunere succintă a celor mai cunoscute teme și motive din romanul lui Ende, precum și o încercare de a stabili modelele mitologice pe care Ende le-a avut în vedere când a creat figurile care populează fascinantul univers al țării imaginare Fantàzia.
Prozatorul german a purtat o asiduă corespondență cu scriitorul român Iordan Chimet.

## Scrieri
- Jim Knopf und Lukas der Lokomotivführer, 1960 (Jim Năsturel și Lukas, mecanicul de locomotivă, 256 p., Editura All, 2003, ISBN 9738457319)
- Jim Knopf und die Wilde 13, 1962 (Jim Năsturel și cei 13 sălbatici, 294 p., Editura Arthur, 2017, ISBN 9786067880083)
- Das Schnurpsenbuch, 1969
- Tranquilla Trampeltreu die beharrliche Schildkröte, 1972
- Momo, 1973 (Momo, 240 p., Editura Polirom, 2016, ISBN 9789734660261 )
- Das kleine Lumpenkasperle, 1975
- Das Traumfresserchen, 1978
- Lirum Larum Willi Warum, 1978
- Die unendliche Geschichte, 1979 (Povestea fără sfârșit, 416 p., Editura Polirom, 2016, ISBN 9789734661299, Neverending Story, Editura Puffin, 2014, ISBN 9780141354972)
- Der Lindwurm und der Schmetterling oder Der seltsame Tausch, 1981
- Die Schattennähmaschine, 1982
- Filemon Faltenreich, 1984
- Norbert Nackendick oder das nackte Nashorn, 1984
- Ophelias Schattentheater, 1988
- Der satanarchäolügenialkohöllische Wunschpunsch, 1989 (Punci cu porunci, 232 p., Editura Arthur, 2014, ISBN 9786068044668)
- Die Geschichte von der Schüssel und vom Löffel, 1990
- Lenchens Geheimnis, 1991
- Der lange Weg nach Santa Cruz, 1992 (Lungul drum către Santa Cruz, 64 p., Editura All, 2003, ISBN 9738407311)
- Der Teddy und die Tiere, 1993

## Ecranizări
- Jim Knopf und Lukas der Lokomotivführer, 1961, serial TV
- Jim Knopf und die wilde 13, 1962, serial TV
- Jim Knopf und Lukas der Lokomotivführer, 1977, serial TV
- Jim Knopf und die wilde 13, 1978, serial TV
- Poveste fără sfârșit, 1984, film de Wolfgang Petersen cu Barret Oliver, Tami Stronach, Noah Hathaway, Gerald McRaney, Tilo Prückner, Heinz Reincke
- Momo, 1986, film de Johannes Schaaf cu Radost Bokel, Mario Adorf, Armin Mueller-Stahl, John Huston
- Die unendliche Geschichte II – Auf der Suche nach Phantásien, 1990, film de George Trumbull Miller cu Jonathan Brandis, Kenny Morrison, Clarissa Burt
- Die unendliche Geschichte 3 – Rettung aus Phantásien, 1994, film de Peter MacDonald cu Jason James Richter, Melody Kay, Jack Black, Carole Finn
- Jim Knopf, 1999, serial TV de desene animate
- Der Wunschpunsch, 2000, serial TV de desene animate
- Momo, 2001, film de desene animate
- Jim Knopf und Lukas der Lokomotivführer, 2018, film de Dennis Gansel
- Jim Knopf und die Wilde 13, 2020, film de Dennis Gansel